# Ross Barkley
Ross Barkley (n. 5 decembrie 1993, Liverpool, Anglia, Regatul Unit) este un fotbalist britanic, care joacă pe post de mijlocaș ofensiv la Aston Villa în Premier League. Pe plan internațional, are prezențe la națională pentru Anglia.

## Legături externe
Materiale media legate de Ross Barkley la Wikimedia Commons
- Ross Barkley – pe site-ul UEFA
- Ross Barkley la Soccerbase